# Stanislav Hanák
Stanislav Hanák (21. června 1934 – 8. prosince 1998) byl český a československý lékař, politik Československé strany lidové a poslanec Sněmovny národů a Sněmovny lidu Federálního shromáždění na konci normalizace a po sametové revoluci.

## Biografie
K roku 1986 se profesně uvádí jako zástupce přednosty dětské kliniky.
Ve volbách roku 1986 zasedl za ČSL do české části Sněmovny národů (volební obvod č. 71 – Šternberk, Severomoravský kraj). Ve Federálním shromáždění setrval do konce funkčního období a netýkal se ho proces kooptací do Federálního shromáždění po sametové revoluci. Ve svobodných volbách roku 1990 pak přešel do Sněmovny lidu, coby poslanec za KDU-ČSL. Zde zasedal do konce funkčního období, tedy do voleb roku 1992.
Na 5. sjezdu ČSL, který se konal v dubnu 1990 v Praze, byl zvolen 1. místopředsedou strany (předsedou byl Josef Bartončík).